# Nhà Trần
Nhà Trần (chữ Nôm: 茹陳, chữ Hán: 陳朝, Hán Việt: Trần triều) là một triều đại quân chủ cai trị nước Đại Việt từ năm 1226 đến năm 1400. Đây là triều đại được lưu danh với những chiến công lớn trong lịch sử Việt Nam. Triều đại này khởi đầu khi Trần Cảnh lên ngôi vào năm 1226 sau khi được vợ là Lý Chiêu Hoàng nhường ngôi. Những năm đầu tiên, Trần Cảnh còn nhỏ tuổi, toàn bộ quyền hành của nhà Trần đều do một tông thất vai chú của Trần Cảnh là Trần Thủ Độ nắm quyền, chính Trần Thủ Độ đã âm thầm ép Lý Chiêu Hoàng nhường ngôi cho cháu mình.
Trong giai đoạn nắm giữ quyền lực, nhà Trần vẫn đóng đô ở Thăng Long – kinh đô triều cũ, tiếp tục mở rộng và phát triển sự hưng thịnh có từ đời nhà Lý. Về chính sách chính trị, các Hoàng đế nhà Trần cũng xây dựng bộ máy chính quyền hoàn thiện hơn so với nhà Lý, họ tạo nên một hệ thống đặc biệt, trong đó các Hoàng đế sẽ sớm nhường ngôi cho Thái tử mà lui về làm Thái thượng hoàng, tuy nhiên vẫn cùng vị Hoàng đế mới điều hành chính sự. Việc này được đánh giá là tích cực, khi ngôi Hoàng đế sớm có chủ, tránh được việc tranh giành ngôi vua như nhà Lý trước đó; và bản thân vị Hoàng đế sẽ tiếp xúc và làm quen việc cai trị cho đến khi trưởng thành. Các mặt kinh tế, xã hội, giáo dục và nghệ thuật cũng hoàn chỉnh hơn và cho thấy Nho giáo, Đạo giáo đã có ảnh hưởng rõ rệt tới triều đại, tạo ra cục diện Tam giáo đồng nguyên, sự cân bằng ảnh hưởng của Phật giáo – Nho giáo – Đạo giáo. Thái Thượng hoàng Trần Nhân Tông được coi là một danh nhân văn hóa nổi tiếng, người bảo trợ Phật giáo và Đạo giáo, thành lập Thiền phái Trúc Lâm Yên Tử nổi tiếng và truyền đến đời nay. Bên cạnh đó, những danh thần Đoàn Nhữ Hài, Mạc Đĩnh Chi, Nguyễn Hiền, Nguyễn Trung Ngạn, Trương Hán Siêu, Chu Văn An, Trần Quang Triều,... là những cái tên nổi danh về tri thức, thơ văn, góp phần to lớn tạo nên thời kỳ nhà Trần hưng thịnh văn hóa.
Dưới triều nhà Trần, lực lượng quân đội đặc biệt được chú trọng phát triển đủ sức đánh dẹp các cuộc nội loạn và đương đầu với quân đội các nước xung quanh. Lực lượng quân đội nhà Trần thiện chiến nhất là thủy binh, rồi kỵ binh, bộ binh, tượng binh... Chính sách chia thực ấp cho các thân tộc trong họ, mỗi thế lực trong dòng tộc đều có quân đội tinh nhuệ là nền tảng lớn khiến quân đội nhà Trần đánh bại được cuộc xâm phạm của quân đội Nhà Nguyên – Đế quốc Mông Cổ qua 3 lần vào năm 1258, 1285 và 1287. Nhiều tôn thất hoàng gia như Chiêu Minh Đại vương Trần Quang Khải, Chiêu Văn Đại vương Trần Nhật Duật, Hưng Đạo Đại vương Trần Quốc Tuấn và Nhân Huệ vương Trần Khánh Dư đều là những tướng cầm quân tài ba, có vai trò quan trọng trong chiến thắng vào năm 1285 và 1287.

#### Thái Tông

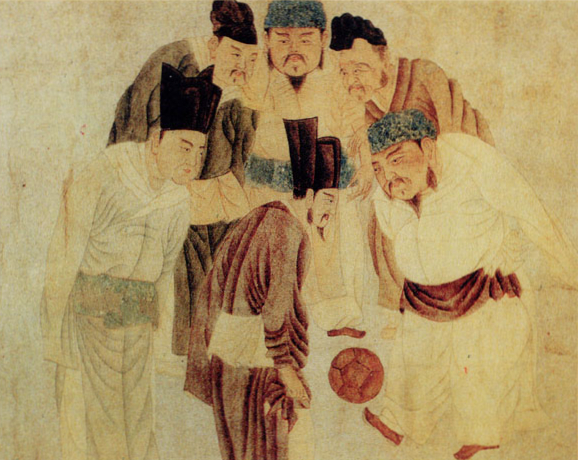
Cuju, môn thể thao được cho là thịnh hành của giới cung cấm quý tộc ở nhà Tống lẫn nhà Lý, Trần thời bấy giờ.

#### Thánh Tông – Nhân Tông

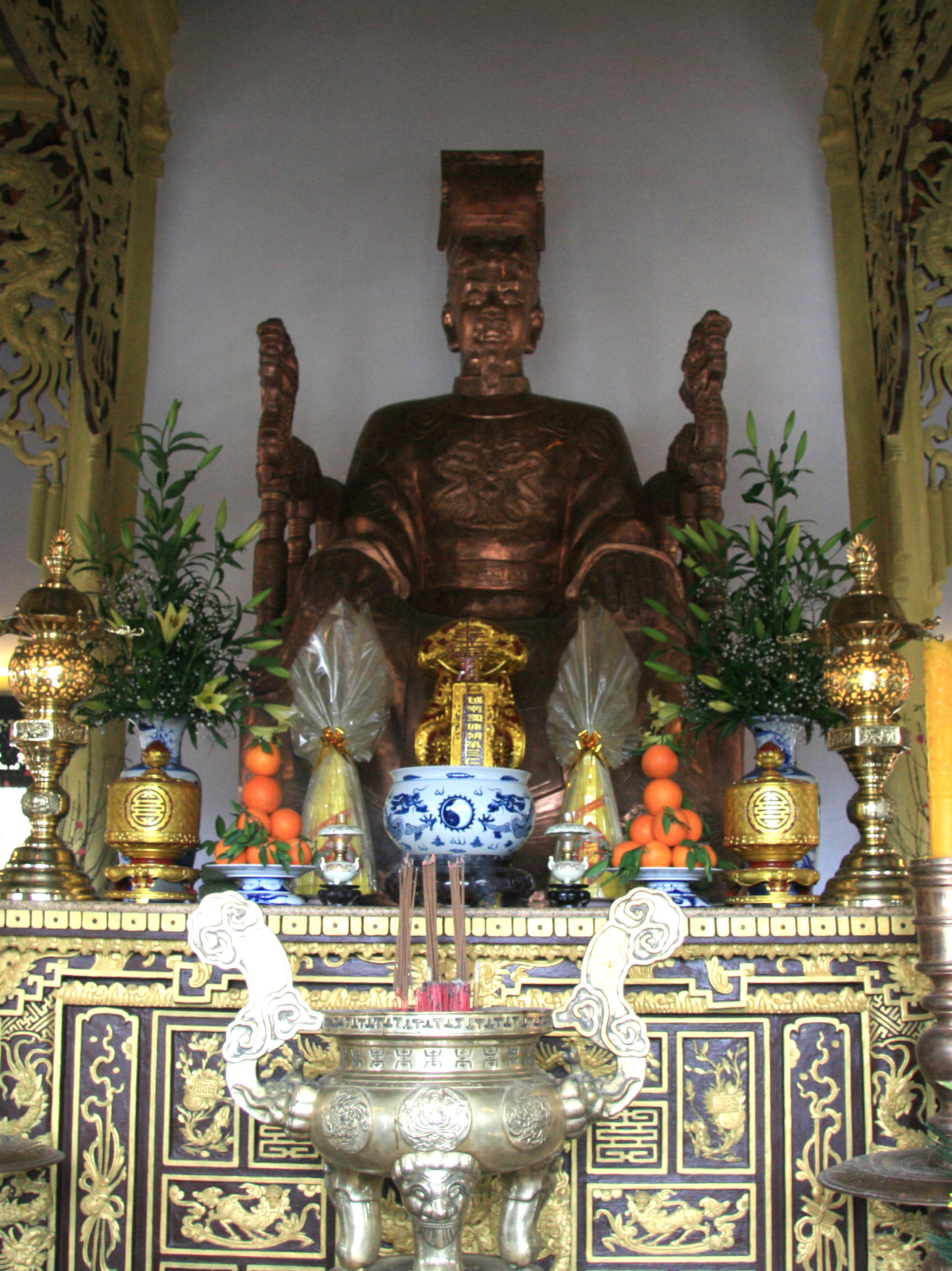
Trần Nhân Tông (陳仁宗)

#### Anh Tông – Minh Tông

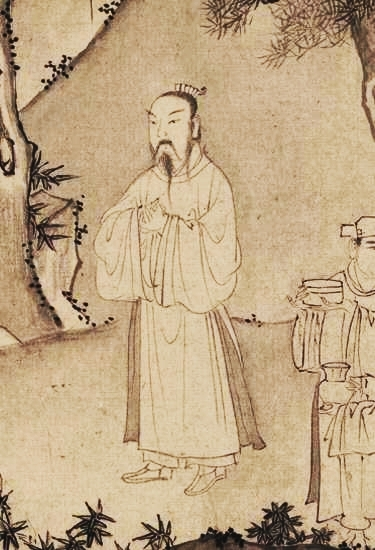
Trần Anh Tông (陳英宗)

## Lịch sử